# Mihai Pop
Răzvan Mihai Pop (* 20. Juni 1985 in Baia Mare, Rumänien) ist ein rumänischer Handballtorwart. Seine Körpergröße beträgt 1,88 m.
In Rumänien stand Pop zuletzt bei HC Minaur Baia Mare unter Vertrag und spielte mit diesem Verein in der Saison 2015/16 in der EHF Champions League. Ab Sommer 2016 war Pop vertragslos, bis ihn im Dezember 2016 der deutsche Erstligist TVB 1898 Stuttgart verpflichtete. Sein erstes Bundesliga-Spiel bestritt Pop am 7. Dezember 2016 gegen Frisch Auf Göppingen in der Stuttgarter Porsche-Arena. Pop verließ den TVB bereits nach drei Bundesligaeinsätzen wieder und wechselte zum CS Dinamo Bukarest, wo er noch in der Saison 2016/17 in der EHF Champions League eingesetzt wurde.